# Chiesa della Madonna (Salaiola)
La chiesa dei Santi Francesco e Carlo, meglio nota come chiesa della Madonna, è un edificio religioso situato a Salaiola, frazione del comune di Arcidosso, nella provincia di Grosseto.

## Storia
La presenza di una chiesa a servizio del borgo di Salaiola è attestata sin dal XVIII secolo: qui sorgeva infatti una piccola cappella intitolata alla Beata Vergine Maria. Le precarie condizioni della struttura nel XIX secolo però, portarono l'esigenza della realizzazione di un nuovo edificio di culto e per questo il 3 marzo 1855 fu fondato il "Beneficio ecclesiastico sotto il titolo dei Santi Francesco e Carlo", per interessamento dei cavalieri Francesco Petri e Leopoldo Giovannini. I lavori di costruzioni della nuova chiesa iniziarono tra il 1855 e il 1856, e vennero terminati nel 1863, data riportata sul tetto della chiesa.
La chiesa fu consacrata il 16 settembre 1864, intitolata ai santi Francesco e Carlo ed inserita nel territorio della parrocchia di San Clemente di Montelaterone. Il primo rettore della chiesa fu don Luigi Monfort, residente a Salaiola, e la prima funzione religiosa fu celebrata due giorni dopo, il 18 settembre. Tuttavia, la popolazione continuerà a riferirsi alla chiesa con la vecchia dedicazione alla Vergine Maria, semplificata in "chiesa della Madonna", anche in virtù del fatto che la data della prima messa, terza domenica di settembre e quindi giorno di Maria Santissima, fu decisa come ricorrenza per i festeggiamenti del villaggio, anziché le rispettive ricorrenze dei due santi (4 ottobre e 4 novembre).
La chiesa della Madonna è stata chiusa al culto nel corso degli anni duemila a causa delle sue condizioni precarie. Lavori di ristrutturazione, con conseguente riapertura, sono stati effettuati tra il 2015 e il 2016, su progetto dell'architetto Edoardo Milesi, da parte della Curia di Siena su richiesta degli abitanti di Salaiola.

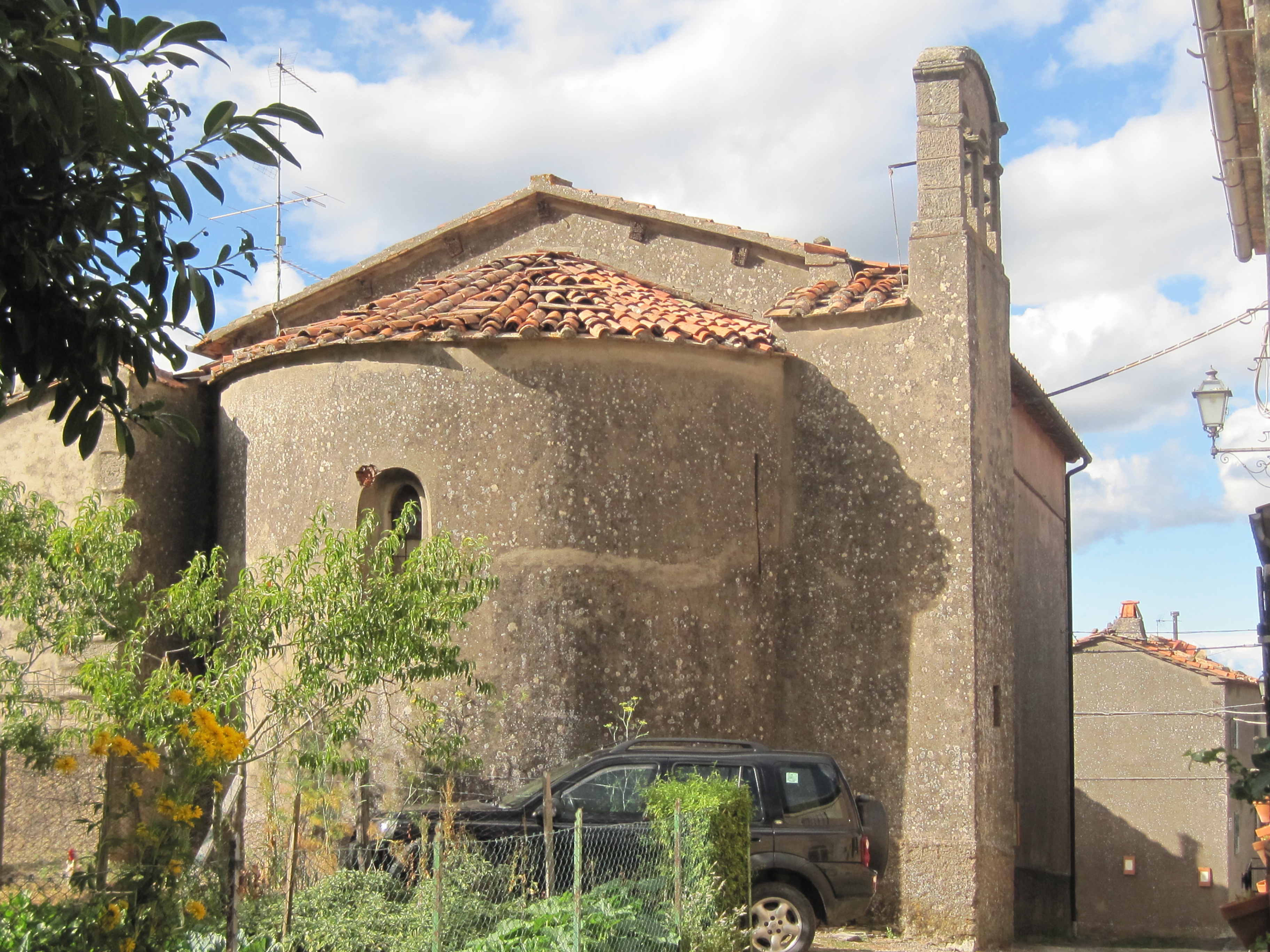
L'abside della chiesa

## Descrizione
La facciata della chiesa, preceduta da un sagrato in pietra, presenta un portale architravato sormontato nella parte superiore da una lunetta semicircolare.
All'esterno, sul lato sinistro dell'abside, spunta una campaniletto a vela dotato di due campane.
L'interno, che si presenta ad aula unica terminante con abside semicircolare, è coperto da capriate ed è dipinto a fasce di marmo finto, come era moda a quel tempo.